# A 139 passi dalla morte
A 139 passi dalla morte (titolo originale A 139 pas de la mort) è un romanzo poliziesco scritto da Paul Halter. La versione originale è stata pubblicata nel 1994. In Italia è uscito nella collana Il Giallo Mondadori nel 1998 con il n. 2603.

## Trama
Una piccola cittadina dell'Inghilterra viene sconvolta da alcuni eventi che sembrano tutti essere collegati al fantasma di Louis Fiddymont, un uomo molto eccentrico, collezionista di scarpe, morto anni prima. La faccenda si complica quando un uomo assunto per fare da messaggero a lettere in bianco viene trovato assassinato con accanto una dozzina di scarpe. Al criminologo Alan Twist e l'ispettore Archibald Hurst il compito di far luce sull'oscura faccenda, che con l'andare del tempo, si arricchisce di ulteriori colpi di scena.

## Personaggi
- Alan Twist : criminologo
- Archibald Hurst : ispettore di polizia
- Nevile Richardson: investigatore dilettante
- Charles Winslow: ex ispettore di polizia
- Bridie Winslow: nipote di Charles
- Douglas Mac Allister: colonnello in pensione
- Louis Fiddymont: l'uomo delle scarpe
- Richard Fiddymont, Emma Lynch: nipoti ed eredi di Louis
- Walter Lynch: marito di Emma, professore
- Arthur Tailford: professore di storia
- Laura Tailford: moglie di Arthur
- John Paxton: Mrs. Rosenwater

## Edizioni
- Paul Halter, A 139 passi dalla morte, traduzione di Igor Longo, Il Giallo Mondadori n. 2603, 1998,  p. 218.